# Páez (Apure)
Pour les articles homonymes, voir Páez.
Páez est l'une des sept municipalités de l'État d'Apure au Venezuela. Son chef-lieu est Guasdualito. En 2011, la population s'élève à 100 125 habitants.

## Géographie

### Subdivisions
La municipalité est divisée en cinq paroisses civiles avec, chacune à sa tête, une capitale (entre parenthèses) :
- Aramendi (Palmarito) ;
- El Amparo (El Amparo) ;
- Guasdalito (Guasdualito) ;
- San Camilo (El Nula) ;
- Urdaneta (La Victoria).